# 宝塚歌劇団64期生
宝塚歌劇団64期生（たからづかかげきだん64きせい）とは1976年に宝塚音楽学校に入学し、1978年に卒業。同年、宝塚歌劇団に入団し、『祭りファンタジー』『マイ・ラッキー・チャンス』で初舞台を踏んだ46人を指す。1976年度の宝塚音楽学校は受験者数636人、合格者48人で、競争倍率13.3倍。中退者2名。

## 概要
この期には、元星組トップスターの紫苑ゆう、 元花組トップ娘役の秋篠美帆、元花組トップ娘役のひびき美都、元花組男役スターの幸和希、元月組男役スターの郷真由加、 元雪組娘役スターの仁科有理、元花組娘役で、現在は宝塚歌劇団振付家の御織ゆみ乃、元花組男役で、現在は舞台女優の翼悠貴が入団。

## 一覧
| 芸名         | 読み仮名          | 誕生日   | 出身地             | 出身校                       | 芸名の由来                                        | 愛称                             | 役柄 | 退団年 | 備考                                                                |
| ------------ | ----------------- | -------- | ------------------ | ---------------------------- | ------------------------------------------------- | -------------------------------- | ---- | ------ | ------------------------------------------------------------------- |
| 愛川麻貴     | あいかわ まき     | 2月23日  | 大阪府大阪市       | 帝塚山学院                   | 尊師が命名                                        | まき                             | 男役 | 1992年 | 日本舞踊・花柳萩川                                                  |
| 青柳有紀     | あおやぎ ゆき     | 3月11日  | 愛知県名古屋市     | 椙山女学園                   |                                                   | みどり ミー ユキやん             | 娘役 | 1986年 |                                                                     |
| 明石昇       | あかし のぼる     | 10月12日 | 東京都             | 江戸川高等学校               |                                                   | オギ                             | 男役 | 1981年 |                                                                     |
| 秋篠美帆     | あきしの みほ     | 7月18日  | 東京都墨田区       | 山脇学園                     | 秋篠寺                                            | まさえ まーちゃん                | 娘役 | 1987年 | 俳優                                                                |
| あすな花梨   | あすな かりん     | 11月13日 | 東京都新宿区       | 文京高等学校                 |                                                   | かりん                           | 娘役 | 1983年 |                                                                     |
| 杏東なち     | あんどう なち     | 10月27日 | 大阪府             | 養精中学校                   | 自分で考案                                        | アン                             | 男役 | 1980年 |                                                                     |
| 麗たまき     | うらら たまき     | 12月5日  | 台湾               | 東園田中学校                 | 本名（侯麗文）                                    | れいちゃん                       | 男役 | 1985年 | 改名後・麗たまき（れい たまき、1979年）                             |
| 薫怜奈       | かおる れな       | 1月24日  | 兵庫県宝塚市       | 松蔭女子学院                 | 本名                                              | カオル たうち                    | 男役 | 1981年 |                                                                     |
| 加彩りか     | かさい りか       | 8月30日  | 埼玉県さいたま市   | 雲雀ヶ丘学園中学校           | 家族で決定                                        | りかちゃん                       | 娘役 | 1982年 | 宝塚音楽学校バレエ講師・鈴木里佳 スズキ・バレエアート・スタジオ代表 |
| 柏木けい     | かしわぎ けい     | 12月16日 | 神奈川県横浜市     | 捜真女学校                   | 尊師が命名                                        | サッサ                           | 男役 | 1981年 |                                                                     |
| 葛城ゆい     | かつらぎ ゆい     | 1月5日   | 大阪府箕面市       | 箕面高等学校                 |                                                   | ちゃら                           | 娘役 | 1984年 | 俳優                                                                |
| 上代粧子     | かみしろ しょうこ | 1月26日  | 東京都             | 山脇学園                     |                                                   | ピヨコ ピヨチャン ショウコチャン | 娘役 | 1988年 |                                                                     |
| 加茂川志ぶき | かもがわ しぶき   | 3月15日  | 大阪府             | 成徳学園高等学校             | 京都の 象徴の川、 静かな 流れの中に 躍動を 現した | ミズノ アッコ                    | 男役 | 1985年 |                                                                     |
| 北いずみ     | きた いずみ       | 8月8日   | 東京都中野区       | 白百合学園                   | 尊師が命名                                        | いずみちゃん                     | 娘役 | 1987年 |                                                                     |
| 絹なみ紀     | きぬ なみき       | 9月9日   | 東京都世田谷区     | 中野区立第五中学校           | 知人が命名                                        | キヌちゃん ナミキ                | 娘役 | 1982年 |                                                                     |
| 草笛雅子     | くさぶえ まさこ   | 7月18日  | 兵庫県神戸市北区   | 神戸北高等学校               | 叔母が命名                                        | まさこ ブラッキー                | 娘役 | 1985年 | 俳優 叔母は草笛美子                                                 |
| 渓夏子       | けい なつこ       | 11月6日  | 東京都新宿区       | 豊島岡女子学園               | 尊師が命名                                        | イクミ                           | 男役 | 1982年 |                                                                     |
| 弦さやか     | げん さやか       | 11月12日 | 兵庫県神戸市       | 本山中学校                   |                                                   | キヨコ マルコ さやか             | 男役 | 1986年 |                                                                     |
| 郷真由加     | ごう まゆか       | 11月18日 | 広島県福山市       | 福山暁の星女子高等学校       | 家族で考案                                        | サイコ                           | 男役 | 1988年 | 俳優                                                                |
| 胡蝶舞花     | こちょう まいか   | 1月31日  | 大阪府             | 大阪信愛女学院               |                                                   | けいこ ルル                      | 娘役 | 1983年 |                                                                     |
| このみ芝麻   | このみ しま       | 3月28日  | 東京都港区         | 共立女子中学校               |                                                   | トモコ                           | 男役 | 1982年 |                                                                     |
| 紫苑ゆう     | しおん ゆう       | 3月25日  | 兵庫県神戸市       | 兵庫県立御影高等学校         |                                                   | シメ ナッちゃん                  | 男役 | 1994年 | 宝塚音楽学校演劇講師                                                |
| 芹名香草     | せりな かぐさ     | 4月24日  | 大阪府大阪市住吉区 | 住吉中学校                   | 知人が命名                                        | なおみ                           | 娘役 | 1982年 |                                                                     |
| 高原るみ花   | たかはら るみか   | 6月17日  | 長野県上伊那郡     | 伊那弥生ヶ丘高等学校         | 祖父と父が考案                                    | ウラちゃん                       | 男役 | 1987年 |                                                                     |
| 匠鴻         | たくみ こう       | 1月30日  | 大阪府大阪市       | 夙川学院                     | いつまでも 努力して 芸の道に 羽搏くように         | チーちゃん コーちゃん ポパイ     | 男役 | 1982年 | 元夫はタレントの西田和昭                                            |
| 竹城琴絵     | たけしろ ことえ   | 3月5日   | 奈良県             | 大阪女子学園                 | 日限地蔵が命名                                    | カズちゃん コトエちゃん カンコ   | 娘役 | 1984年 |                                                                     |
| 珠みゆき     | たま みゆき       | 12月17日 | 大阪府吹田市       | 相愛学園                     |                                                   | ラビ                             | 娘役 | 1982年 | 俳優・藤川真千子                                                    |
| 千夏さゆり   | ちなつ さゆり     | 11月19日 | 東京都             | 雙葉高等学校                 | 尊師が命名                                        | マリちゃん                       | 娘役 | 1981年 |                                                                     |
| 翼ひかる     | つばさ ひかる     | 7月25日  | 大阪府茨木市       | 武庫川学院                   | 希望に 向かって 羽搏くように                      | ひかるちゃん つばさ              | 娘役 | 1985年 | 妹は翼悠貴・福間未紗 弟は福間創                                     |
| 翼悠貴       | つばさ ゆうき     | 1月11日  | 大阪府茨木市       | 武庫川学院                   | 夢と希望が あるから                               | ムッちゃん                       | 男役 | 1985年 | 姉は翼ひかる 弟は福間創 俳優・福麻むつ美                            |
| 渚りら       | なぎさ りら       | 3月5日   | 東京都             | 共立女子高等学校             | 家族で考案                                        | ももちゃん                       | 娘役 | 1981年 |                                                                     |
| にしき望結   | にしき もゆ       | 4月30日  | 鹿児島県鹿児島市   | 錦江湾高等学校               |                                                   | とり もゆ                        | 男役 | 1982年 |                                                                     |
| 仁科有理     | にしな ゆり       | 12月2日  | 神奈川県横浜市     | 青山中学校                   | 尊敬する人が命名                                  | ニナちゃん はんみ                | 娘役 | 1990年 | 俳優                                                                |
| 花佳世乃     | はな かよの       | 12月28日 | 東京都             | 恵泉女学園                   | 家族で考案                                        | リッコ                           | 娘役 | 1980年 |                                                                     |
| 花田あい     | はなだ あい       | 9月28日  | 東京都港区         | 共立女子高等学校             | 母が考案                                          | エツコ エッちゃん                | 娘役 | 1982年 |                                                                     |
| 柊和希       | ひいらぎ かずき   | 2月10日  | 大阪府茨木市       | 南中学校                     | 自分の希望に 向かって 真っすぐに 進んで行く       | かずき かっちゃん とみきち       | 男役 | 1988年 | 改名後・幸和希（こう かずき） 俳優                                  |
| ひびき美都   | ひびき みと       | 7月8日   | 福岡県福岡市中央区 | 福岡女学院高等学校           | 家族で考案                                        | キャル かおるちゃん              | 娘役 | 1991年 | 日本舞踊・藤間勘翔                                                  |
| 富美さかえ   | ふみ さかえ       | 3月9日   | 愛知県名古屋市     | 日比野中学校                 | 尊師が命名                                        | フミ フミちゃん                  | 娘役 | 1987年 |                                                                     |
| 星邑礼緒     | ほしむら れお     | 11月19日 | 東京都品川区       | 東京家政大学附属女子高等学校 | 両親が考案                                        | ラコ                             | 男役 | 1988年 | 俳優・大沼百合子                                                    |
| 舞奈ゆみ     | まいな ゆみ       | 5月11日  | 神奈川県横浜市     | 横浜雙葉学園中等部           | 尊師が命名                                        | マイナ ゆっこ                    | 娘役 | 1980年 | 夫は穂積ペペ                                                        |
| 御織ゆみ乃   | みおり ゆみの     | 11月24日 | 大阪府箕面市       | 箕面高等学校                 | 尊師が命名                                        | ミオリ ゆみの                    | 娘役 | 1989年 | 宝塚歌劇団専属振付家                                                |
| 八世路るか   | やよじ るか       | 8月21日  | 兵庫県宝塚市       | 夙川学院                     | 知人が命名                                        | まゆみ るか                      | 男役 | 1984年 |                                                                     |
| 夕なぎ志帆   | ゆうなぎ しほ     | 10月1日  | 東京都杉並区       | 西宮中学校                   | 百人一首                                          | えっちゃん                       | 娘役 | 1982年 |                                                                     |
| 夢苑あやめ   | ゆめぞの あやめ   | 5月16日  | 東京都             | 田端中学校                   | 知人が命名                                        | ジュンコちゃん あやめ            | 娘役 | 1982年 |                                                                     |
| 麗香龍       | れいか りゅう     | 10月22日 | 台湾省台南市       | 東京声専音楽学校             | 本名                                              | ピーシャン                       | 男役 | 1981年 | 改名後・龍麗香（りゅう れいか）                                     |
| 和花さつ希   | わか さつき       | 5月28日  | 兵庫県神戸市       | 舞子高等学校                 | 誕生月（5月）の花                                 | やーと                           | 娘役 | 1982年 |                                                                     |